# 大阪府道24号大阪東大阪線
大阪府道24号大阪東大阪線（おおさかふどう24ごう おおさかひがしおおさかせん）は、大阪府大阪市東成区から東大阪市に至る府道（主要地方道）である。

## 概要
ほとんどの区間が、片側1車線の2車線道路であるが、東大阪市俊徳道駅前交差点・同市菱屋西交差点間は片側2車線の4車線道路である。
東大阪市の布施柳通交差点および宝持交差点では渋滞が発生しやすい。

### 路線データ
- 陸上距離：8.4 km
- 起点：大阪府大阪市東成区深江南（新深江交差点、国道308号・国道479号交点）
- 終点：大阪府東大阪市末広町1328番地（縄手中交差点・縄手中学校前交差点、国道170号交点）

## 歴史
- 1993年（平成5年）5月11日 - 建設省から、府道大阪東大阪線が大阪東大阪線として主要地方道に指定される[1]。

## 路線状況

### 通称
- 四条布施線
- 柳通
- 産業道路

### 重複区間
- 大阪府道702号大阪枚岡奈良線（大阪市・新深江交差点 - 東大阪市・布施柳通交差点）
- 大阪府道15号八尾茨木線（東大阪市玉串元町・玉井交差点 - 東大阪市玉串元町・玉串交差点）

## 地理

### 通過する自治体
- 大阪市（東成区）
- 東大阪市

### 交差する道路
- 国道308号・国道479号（大阪市東成区深江南・新深江交差点、起点）
- 大阪府道159号平野守口線（大阪市東成区深江南 / 東大阪市高井田西・高井田交差点）
- 大阪府道702号大阪枚岡奈良線（東大阪市長堂・布施柳通交差点）
- 大阪府道2号大阪中央環状線 旧道（東大阪市宝持・宝持交差点）
- 大阪府道2号大阪中央環状線 新道（東大阪市若江西新町・巨摩橋西交差点 / 巨摩橋東交差点）
- 大阪府道21号八尾枚方線（東大阪市若江南町・若江南交差点）
- 大阪府道15号八尾茨木線（東大阪市玉串元町・玉井交差点）
- 大阪府道15号八尾茨木線（東大阪市玉串元町・玉串交差点）
- 国道170号（東大阪市下六万寺町・六万寺交点）
- 国道170号（東大阪市下六万寺町・縄手中学校南交差点、終点）

### 沿線にある施設など
- 新深江駅 - 地下鉄千日前線
- 東成深江南郵便局
- 東大阪市立高井田西小学校
- 布施駅 - 近鉄大阪線・奈良線
- 東大阪三ノ瀬郵便局
- 東大阪市立布施中学校
- 俊徳道駅 - 近鉄大阪線
- JR俊徳道駅 - JRおおさか東線
- 東大阪永和郵便局
- 東大阪市立小阪中学校
- 大阪府立布施工科高等学校
- 八戸ノ里公園
  - 東大阪市立総合体育館（東大阪アリーナ）
- アナン学園高等学校
- 東大阪市立若江小学校
- 東大阪市立若江公民分館
- 河内警察署若江交番
- 東大阪市立縄手中学校･東大阪市立縄手小学校